# Булыщенко, Татьяна Викторовна
Татьяна Викторовна Булыщенко (укр. Тетяна Вікторівна Булищенко; Пустой шаблон {{ВД-Преамбула}} ) — украинская легкоатлетка, специализировавшаяся на марафонском беге. На соревнованиях представляла Запорожскую область.
Дважды становилась чемпионкой Украины в марафоне — в 2003 и 2007 годах, а также завоевала серебро в полумарафоне в 1999 году.
Победительница московского марафона «Лужники-2003». Трижды побеждала на Крымском осеннем марафоне — в 1994, 2001 и 2002 годах. Серебряный призёр Гутенбергского марафона в Майнце (2004) и Вроцлавского марафона (2007). Дважды завоёвывала бронзу в пробеге на приз газеты «Труд» в Москве (2003, 2004).
Принимала участие в Московском международном марафоне мира (2001), Брюссельском марафоне (2004) и Дембновском марафоне (2009).